# Цепной мост (Будапешт)
Цепно́й мост, или мост Се́ченьи (венг. Széchenyi lánchíd) — висячий мост через реку Дунай, соединяющий две исторических части Будапешта — Буду и Пешт. Открыт в 1849 году, став первым постоянным мостом через Дунай. На момент открытия мост считался чудом света (несколько лет спустя его превзошёл по размерам Николаевский цепной мост подобной конструкции). Мост сыграл важную роль в экономической и общественной жизни Венгрии, стал одним из стимулов объединения Буды и Пешта в единый город Будапешт.

## Название
Мост назван в честь венгерского политика графа Иштвана Сеченьи, инициатора и организатора строительства постоянного моста.

## Расположение
Соединяет площадь Иштвана Сеченьи и площадь Адама Кларка. Рядом с мостом на левом берегу находятся дворец Грешем и Венгерская академия наук, на правом — Камень нулевого километра и нижняя станция будапештского фуникулёра «Шикло», ведущего к Будайской крепости.
Выше по течению находится мост Маргит, ниже — мост Эржебет.

## История
Мост спроектировал британский инженер У. Кларк в 1839 году по инициативе графа Сеченьи. Сооружением на месте руководил шотландский инженер Адам Кларк (не родственник У. Кларка). Мост представляет собой более крупномасштабную версию ранее построенного У. Кларком моста Марло через Темзу в Марлоу, Бакингемшир, Великобритания. Во время борьбы за независимость в 1849 году австрийские солдаты пытались взорвать мост, но Кларк спас его, затопив цепные камеры.
Мост был открыт в 1849 г. и стал первым постоянным мостом в столице Венгрии. В то время он был одним из крупнейших мостов в мире (центральный пролёт составлял 202 м). Пары львов работы скульптора Я. Маршалко на каждом из входов были добавлены в 1852 году. Нынешнее наименование мост носит с 1899 года.
Стальная конструкция моста была полностью реконструирована и усилена в 1914 году. Во время взятия Будапешта мост был взорван отступающими немецкими войсками и нуждался в восстановлении, которое было завершено в 1949 году. Мост был вновь открыт для движения 20 ноября 1949 года, ровно 100 лет спустя после его первого открытия. Украшения моста изготовлены из чугунного литья.
Один из анекдотов, связанных с мостом, гласит, что скульптор Янош Маршалко забыл сделать языки львам, украшавшим мост. Когда слухи об этом пошли среди горожан, скульптор якобы от стыда бросился в Дунай, крикнув мальчику, упрекнувшему его: «Пусть у твоей жены будет такой же язык, как у моих львов!». На самом деле языки у львов есть, однако снизу они не видны, поскольку львы лежат на каменном блоке высотой в три метра. Скульптор же дожил до 1890-х годов.
В 2001 году венгерский лётчик Петер Бешенеи пролетел в перевёрнутом самолёте под мостом. Этот трюк стал стандартным для авиационных соревнований Red Bull.

## Галерея

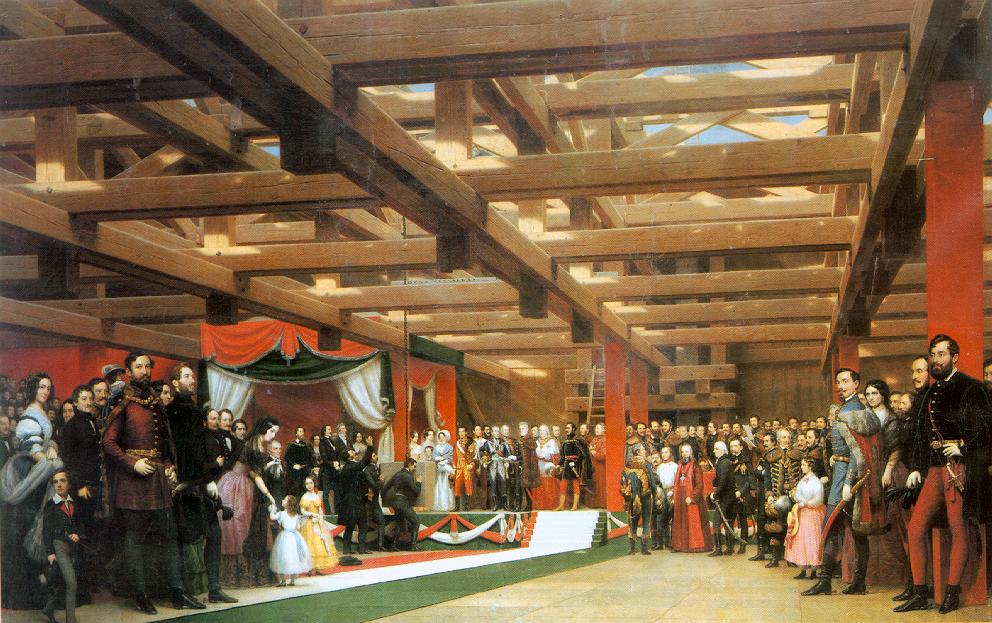
Закладка фундамента моста — художник Миклош Барабаш, 1864)
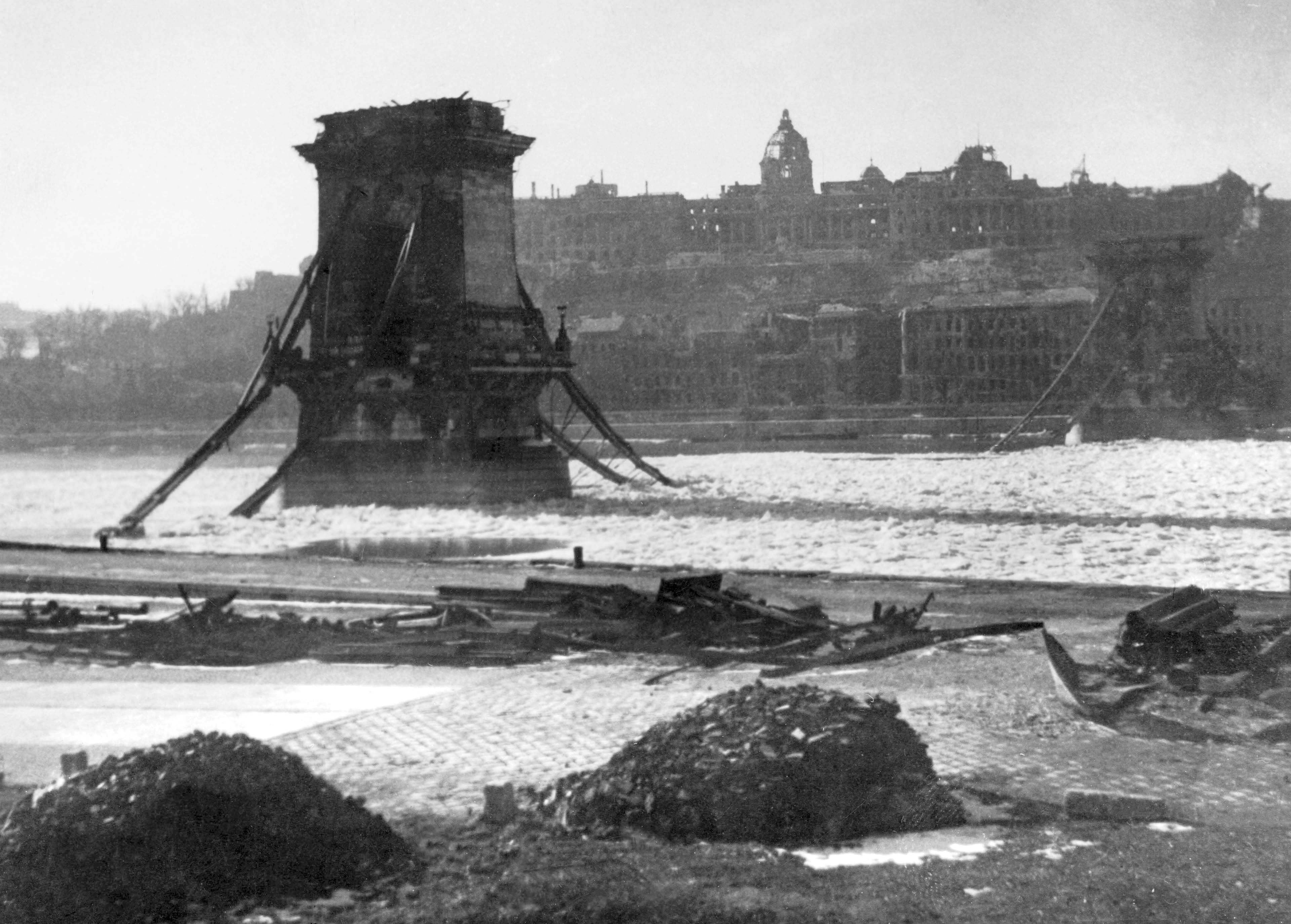
Вид на мост в 1946 году
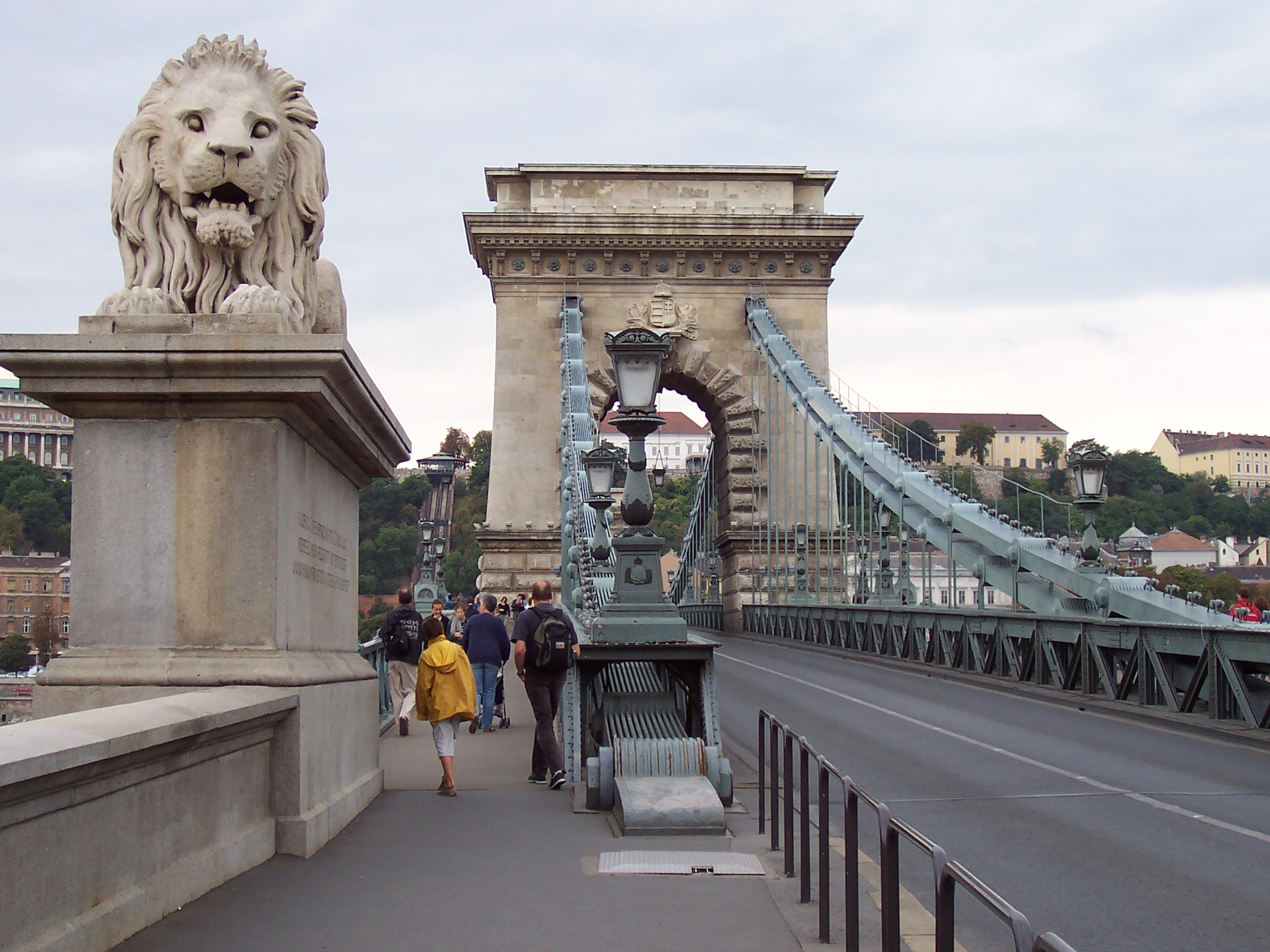
Львы перед входом
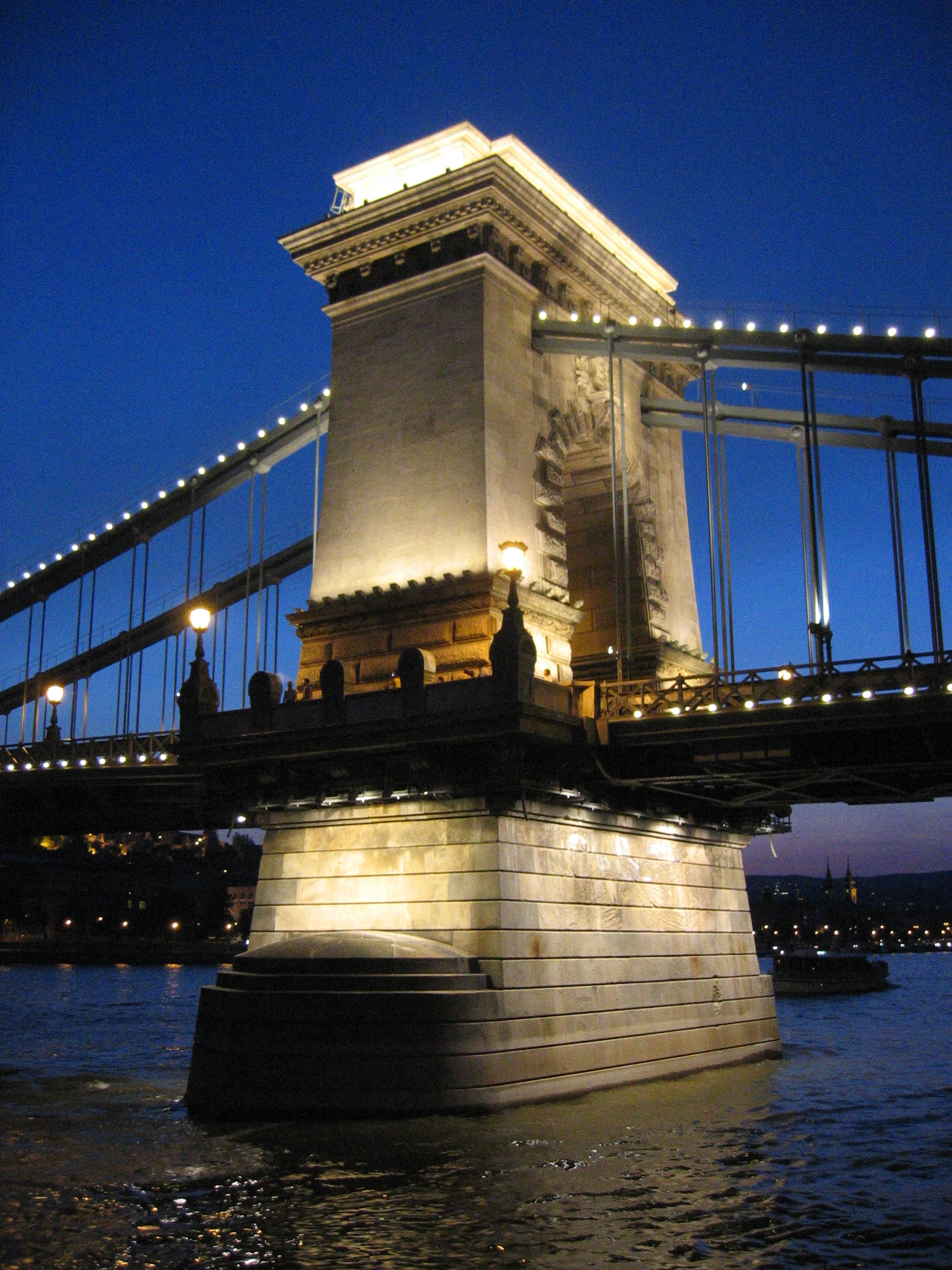
Один из быков моста, вид ночью
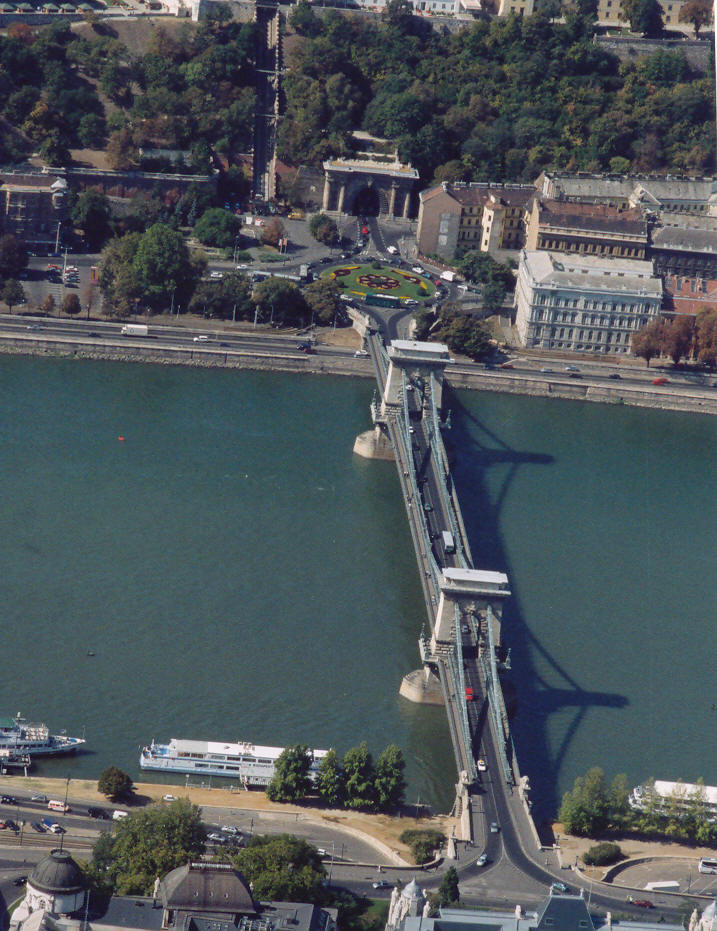
Вид с птичьего полёта